# نرگس درختی
نرگس درختی (نام علمی: Philadelphus coronarius) نام یک گونه از سرده نرگس درختی است.